# زنبق‌ستاره‌ویسیان
زنبق‌ستاره‌ویسیان (به لاتین: Articulata) یک زیررده یا بالاراسته در رده زنبق دریایی است که تنها گونه‌های زنبق‌های دریایی زنده را شامل می‌شود. آنها معمولاً به عنوان نیلوفرهای دریایی (زنبق‌دریایی‌های ساقه‌دار) یا ستاره‌های پردار (زنبق‌دریایی‌های بدون ساقه) شناخته می‌شوند. Articulata به دلیل نداشتن صفحه مقعدی در مرحله بزرگسالی و وجود یک سیستم روده‌ای از زیررده‌های منقرض‌شده متمایز می‌شود. Articulata برای نخستین بار در دوران تریاس در آثار فسیلی پدیدار شد، اگرچه دیگر گروه‌های زنبق‌دریایی‌های که اکنون منقرض شده‌اند، در اردویسین سرچشمه می‌گیرند.